# Porcinolus undatus
Porcinolus undatus là một loài bọ cánh cứng trong họ Byrrhidae. Loài này được Melsheimer miêu tả khoa học năm 1844.